# Sebastian Winterø
Sebastian Winterø Hansen (* 13. Mai 1974 in Kopenhagen) ist ein dänischer Kameramann.

## Karriere
Sebastian Winterø absolvierte von 1999 bis 2003 eine Ausbildung zum Kameramann an Den Danske Filmskole. Nach mehreren Kurzfilmen während seiner Studienzeit debütierte er 2003 mit Jerusalem, min elskede als hauptverantwortlicher Kameramann für einen Langspielfilm. Seitdem war er als Kameramann für Werbefilme, Musikvideos, Film- und Fernsehproduktionen tätig. Für seine Arbeit für das Drama Supervoksen wurde er 2007 für den Robert in der Kategorie Beste Kamera nominiert. Sein Schaffen umfasst mehr als 40 Produktionen.

## Filmografie (Auswahl)
- 1999: Hinter Gittern gevögelt (Pink Prison)
- 2006: Supervoksen
- 2007: Fightgirl Ayşe (Fighter)
- 2013: Cheap Thrills
- 2017: Das krumme Haus (Crooked House)
- 2020: Kajillionaire
- 2020: Wenn die Stille einkehrt (Når støvet har lagt sig, Fernsehserie, drei Folgen)
- 2023: Motståndaren